# Grange de Raclat
La grange de Raclat est une grange située à Beaulon, en France.

## Localisation
La grange est située sur la commune de Beaulon, dans le département français de l'Allier.

## Description
La grange-étable de Raclat est une construction en pans de bois avec hourdis de torchis.

## Historique
Les pièces de bois les plus anciennes semblent remonter au XVIIIe siècle.
L'édifice est inscrit au titre des monuments historiques en 2008.